# Marcegaglia

Marcegaglia HQ

Marcegaglia este un grup industrial italian care operează pe piața europeană și mondială a oțelului.

## Istoric

### Începuturile și evoluția companiei în Italia și în lume
Povestea Grupului Marcegaglia începe în anul 1959 când Steno Marcegaglia, care încă nu împlinise 30 de ani, preia împreună cu un asociat, prin intermediul companiei Marcegaglia-Caraffini din Gazoldo degli Ippoliti (Mantova), o întreprindere meșteșugărească care producea conducte pentru irigații și șine metalice pentru storuri.
Patru ani mai târziu, în Contino di Volta Mantovana, este înființată societatea Ipas cu aproximativ 10 angajați, specializată în producția de produse trefilate. Între timp, în Gazoldo degli Ippoliti, unde lucrează deja aproape 30 de angajați în producția de profile deschise, începe fabricația primelor țevi din benzi laminate la rece.
Din 1963, activitatea de producție a acestor două mici societăți va fi intensificată și amplificată prin investiții punctuale și constante. În 1969, compania achiziționează un nou laminor pentru fabricarea benzilor laminate la rece. 
În 1974, halele fabricii din Gazoldo degli Ippoliti se extind cu 250.000 de metri pătrați. Gama de produse se diversifică și se completează cu producția de țevi din benzi laminate la cald
În 1978, după preluarea societății Laminatoi Meridionali din Arzano (Napoli), Grupul Marcegaglia dă un nou impuls activităților sale industriale printr-un program de achiziționare a unor societăți de producție aflate în dificultate, care vor fi restructurate pentru a deveni competitive în sectoarele lor de activitate.
În 1982, când Grupul numără deja 640 de angajați, la Casalmaggiore este înființată a doua cea mai importantă fabrică a Grupului, care va fi dotată cu utilaje de ultimă generație produse de "Oto Mills" din Boretto (Reggio Emilia). O companie achiziționată în parteneriat cu alți asociați în 1979, aceasta va juca un rol cheie în modernizarea tehnologică a tuturor unităților de producție ale Grupului Marcegaglia.
În 1983, Grupul preia trei noi societăți: Lombarda Tubi din Lomagna (Lecco), Saom din Boltiere (Bergamo) și Trisider din Tezze (Vicenza).
Cifra de afaceri “made in Marcegaglia” se ridică în 1983 la 175 milioane de euro, Grupul având acum peste 860 de angajați. 
La conducerea grupului de firme continuă să se afle Steno Marcegaglia, asistat de soția sa, Palmira Bazzani, acestora alăturându-li-se pe rând fiul și fiica, Antonio și Emma.
În 1984, configurația Grupului se modifică în urma unui plan de restructurare internă. Societatea nou constituită, Marcegaglia Spa, va încopora prin fuziune fostele societăți Metallurgica Marcegaglia, Ipas și Tubi Acciaio. Compania Lombardia Tubi va încopora fosta societate Saom, în timp ce Trisider și Oto Mills își mențin autonomia în sectorul de distribuție și inginerie.
În 1985, Grupul Marcegaglia continuă să-și extindă activitățile industriale prin achiziționarea a trei importante societăți ale grupului Maraldi: Maraldi Ravenna, Forlisider din Forlimpopoli (Forlì) și Salpa din Cervignano del Friuli (Udine),, specializate în producția de țevi pentru conducte de apă și gaz metan, care vor fi apoi reconvertite și transformate în noile uzine Marcegaglia Forlì, Marcegaglia Cervignano și Marcegaglia Ravenna.
În 1985, după preluarea societății Cct Santo Stefano din Ticino (Milano), va fi achiziționată și societatea Profilnastro Dusino din San Michele (Asti), aflată la momentul respectiv în lichidare judiciară, o societate al cărei obiect de activitate îl reprezintă producția de țevi din benzi laminate la cald.
Necesitatea de a gestiona societățile de exploatare rezultate în urma reconversiei, de a exercita un control asupra participațiilor pe care Grupul le deține în cadrul unor societăți industriale nemetalurgice, precum și necesitatea de gestionare a unui important portofoliu de acțiuni și obligațiuni impun în 1987 constituirea unei noi societăți, Fingem Spa, care va deveni unul dintre principalii operatori financiari de pe piața italiană și europeană.
În 1987, după ce a absolvit cu note maxime cursurile Universității Luigi Bocconi din Milano, specializarea economia întreprinderii, companiei i se alătură Antonio Marcegaglia.
În 1998, Grupul achiziționează de la societatea Credit Suisse complexul turistic Isola di Albarella, care va deveni unul dintre cele mai renumite centre de vacanță, refacere și relaxare de la Marea Adriatică.
Datorită contribuției lui Antonio Marcegaglia, Grupul se diversifică și mai mult prin înființarea societății Bioindustrie Mantovane în 1988, prin achiziționarea societăților Oskar din Osteria Grande (Bologna), Nuova Omec, Ennepi Lugo din Romagna (Ravenna), Imat din Fontanafredda (Pordenone), prin achiziționarea în 1989 a societăților CCT din Gallarate (VA) și Elet.Ca din Capalle (FI), prin înființarea în 1989 a societății Marcegaglia Impianti Saronno (VA) și, în același an, prin participații la capitalul societăților Fergallo din Motteggiana (MN), SIM din Sant'Atto (TE) și Elletre din Montebello Vicentino (VI). În 1991, Grupul achiziționează societatea Resco Tubi Cusago (Milano) și OMF Fiume Veneto (PN). În 1994, achiziționează societatea Brollo Profilati Desio (Milano) care va fi transferată ulterior în zona “ex Breda”, la porțile orașului Milano, pe o suprafață totală de 80.000 metri pătrați achiziționată în 1996. Grupul achiziționează apoi în 1995 societatea ETA Euro Tubi acciaio din  Milano, urmând achiziționarea de participații la capitalul societății Allu's din Sesto Reghena (PN).
Această diversificare asigură prezența Grupului atât în sectorul articolelor metalice de uz casnic, cât și în cel al echipamentelor de vopsire electrostatică a metalelor și a componentelor metalice utilizate în sectorul electrocasnic. În același timp, activitatea secției de metalurgie se diversifică prin producția de țevi din oțel inoxidabil cu grosime redusă și prin producția de profile la rece. 
În 1996, este înființată societatea Euro Energy Group al cărei obiect de activitate îl reprezintă realizarea de instalații pentru producția de energie din surse regenerabile, iar în 1997, este preluată societatea Nuova Forsidera Spa cu fabricile sale din Corsico (Milano) și Albignasego (Padova), specializată în laminarea, prelucrarea la rece și galvanizarea oțelului.
Sectorul energetic al Grupului se extinde în 1997 datorită eforturilor lui Antonio Marcegaglia prin constituirea societății Green Power pentru dezvoltarea unor strategii și sisteme de producere a energiei prin gazeificarea deșeurilor și a biomasei și, în 1998, prin crearea societății Boiler Expertise, destinată proiectării și producției de cazane industriale și de putere.
În același an, este achiziționată societatea Astra Mezzolara din Budrio (BO) și este preluată, sub denumirea Marcegaglia San Giorgio di Nogaro (Udine), fosta uzină Siderplating, care produce tablă laminată.
Programul de dezvoltare a companiei inițiat de Antonio Marcegaglia continuă în 1999,, prin achiziționarea societăților Morteo Nord din Pozzolo Formigaro (Alessandria), Ponteggi Dalmine din Milano, Graffignana (Lodi) și Potenza.
Acestui șir de achiziții îi urmează în anul 2001 achiziționarea, în sectorul turistic, a stațiunii Pugnochiuso, situată pe promontoriul Gargano.
În decembrie 2001, după o investiție de peste 500 de milioane de euro într-o perioadă de doar câțiva ani, este inaugurată marea uzină din Ravenna, al doilea pol metalurgic și siderurgic al Italiei, iar în anul 2002 este dată în funcțiune în Taranto, pe spațiul ocupat anterior de Belleli, a doua unitate de producție din sud, după cea din Potenza.
În 2003, sectorul produselor destinate industriei electrocasnice se extinde prin achiziția societății BVB din San Lorenzo in Campo (Pesaro). În 2004, un pas important în dezvoltarea activităților Grupului în sectorul turistic îl reprezintă preluarea, împreună cu Banca Intesa și cu grupul Ifil, a 49% din Sviluppo Italia Turismo.
În 2007, Antonio Marcegaglia achiziționează participații la capitalul societății Gabetti Property Solutions și investește încă 300 milioane de euro în uzina din Ravenna. Grupul își extinde activitatea și în sectorul energetic, unde, prin intermediul societății Arendi, controlată de Grup, lansează producția de panouri fotovoltaice. Prezența Grupului în sectorul turistic se intensifică prin achiziționarea celui mai important complex hotelier și european: Forte Village din Santa Margherita di Pula, Sardinia. Acestuia i se alătură la puțin timp satul de vacanță “Le Tonnare” din Stintino, provincia Sassari. În 2007, Grupul dezvoltă și uzina din Boltiere (BG), iar în 2008, achiziționează hotelul Castel Monastero din Castelnuovo Berardenga (SI) și 
complexul imobiliar "Ex Arsenale" din La Maddalena (SS).

## Extinderea Grupului pe plan internațional
În 1989, Antonio Marcegaglia, , începe politica de extindere pe plan internațional a Grupului Marcegaglia, care-și amplifică astfel prezența directă pe piețele internaționale.
În 1989, este înființată Marcegaglia Deutschland în Düsseldorf în vederea distribuirii produselor Grupului pe piața germană și în țările din nordul Europei. De asemenea, în Marea Britanie este înființată, în apropierea Londrei, societatea United Stainless Steel, urmată de Marcegaglia U.K. pentru producția de țevi sudate din benzi laminate la cald și la rece, apoi în 1997 este înființată societatea Marcegaglia UK din Dudley, West Midlands
În 1991, Antonio Marcegaglia lansează proiectul cu care Grupul va debarca pe piețele de peste ocean. În a doua jumătate a anului, Grupul achiziționează în Statele Unite societatea The New Bishop Tube din Philadelphia, iar în februarie 1992, societatea Damascus din Greenville, două unități de producție importante, care vor da naștere societății Damascus-Bishop Tube Company, specializată în producția de oțel inoxidabil.
În 1993, Antonio Marcegaglia achiziționează grupul belgian Cotubel, care comercializează țevi și produse din oțel inoxidabil în Franța și Benelux, și înființează societatea comercială Central Bright Steel în vederea comercializării țevilor sudate în Marea Britanie, urmând ca societatea să lanseze în 1997 activitatea de producție de tevi sudate în zona Birmingham.
În vara anului 1998, Grupul achiziționează o zonă industrială extinsă în Munhall, în apropiere de Pittsburgh, pentru a găzdui noua societate Marcegaglia USA, care va încorpora și societatea Damascus-Bishop Tube Company.
În aceeași perioadă, Grupul înființează alte două societăți în Statele Unite, filiale ale societăților mamă din Italia: Oskar USA în Birmingham (Alabama) și Oto Mills USA în Wheaton (Illinois).
Implicarea lui Antonio Marcegaglia se manifestă în 1999 prin înființarea societăților Marcegaglia Iberica, Marcegaglia Ireland, Marcegaglia France, Marcegaglia Austria și Marcegaglia do Brasil, ceea ce va duce deja în 2005 la triplarea cifrei de afaceri și la extinderea uzinei, numărul de angajați ajungând la 1000. Între timp, la Brema, prin asocierea în joint venture cu Grupul Arbed, ia ființă prima societate Marcegaglia destinată producției de oțel de calitate.
În anul 2000, Grupul achiziționează societatea Earcanal din Leioa, Spania. După asocierea în joint venture cu Arbed, în 2004, Grupul Marcegaglia încheie cu grupul Corus un acord privind gestionarea în comun pe o perioadă de zece ani a oțelăriei din Teesside, asigurând furnizarea la preț de cost a unui milion de tone de brame pe an pentru producția de bobine și de tablă. În același an, este înființată societatea Oto Mills do Brasil în San Paolo.
În 2005, are loc extinderea societății Marcegaglia do Brasil, iar în iunie, Antonio Marcegaglia inaugurează a patra unitate de producție din străinătate a Grupului, care produce în Praszka, Polonia, conducte de răcire, panouri izolate și tablă ondulată. Acesteia i se va alătura un an mai târziu, la 20 km distanță, uzina din Kluczbork, specializată în producția de țevi și produse trefilate. În Qatar, în 2007 Marcegaglia înființează societatea Marcegaglia Gulf în Doha. Extinderea activităților industriale ale Grupului continuă în 2008 în China, unde, în Yangzhou, la 270 km nord-vest de Shanghai,,ia ființă prima uzină asiatică a Grupului, specializată în producția de țevi din oțel inoxidabil și din oțel-carbon de înaltă precizie, apoi cu constituirea societății Marcegaglia România în Cluj și cu demararea lucrărilor de construcție a unei noi unități de producție în Vladimir, Rusia.
În ianuarie 2023, grupul Marcegaglia a achiziționat o oțelărie cu cuptor cu arc electric pentru oțeluri inoxidabile în Sheffield, Regatul Unit. Operațiunea includea, de asemenea, un laminor de sârmă laminată și o instalație de producție de bare, ambele în Sheffield; o instalație de producție de bare în Richburg (Statele Unite); și un laminor la cald pentru sârmă laminată și o instalație de producție de sârmă trasă în Fagersta (Suedia).
În 2024, Marcegaglia își completează capacitatea de producție de oțel cu instalația Fos-sur-Mer din Franța, care este capabilă să satisfacă aproximativ 30% din cerințele de oțel ale grupului.

## Investițiile și tehnologia
Grupul Marcegaglia a alocat resurse importante pentru activitatea de cercetare aplicată prin intermediul societății Oto Mills, o societate de inginerie controlată de Grupul Marcegaglia și creată tocmai în acest scop, iar Marcegaglia Impianti, divizia de inginerie specializată în construcția de instalații metalurgice și siderurgice "la cheie" (pentru care asigură nu numai utilajele necesare în producție, ci și experiența tehnologică "testată" deja în uzinele grupului), își exportă azi know-how-ul și în țările din est, în cele din Orientul Îndepărtat și în cele în curs de dezvoltare.
Modernizarea tehnologică a unităților de producție ale Grupului Marcegaglia s-a realizat, de exemplu, prin introducerea unui sistem de decapaj pentru oțelul inoxidabil și prin proiectul cincinal “Ravenna 2000”, care a făcut ca uzina din Romagna să devină al doilea pol siderurgic italian cu o producție de peste 4 milioane de tone de produse semifinite pe an datorită noilor instalații de galvanizare la cald, de vopsire, de laminare la rece și de decapaj, precum și datorită centrului său de servicii modern și spațios
Cu finalizarea polului metalurgic și siderurgic din Ravenna, inaugurat în decembrie 2001, și a altor proiecte minore deja funcționale, Grupul Marcegaglia prelucrează în prezent circa 6,5 milioane de tone de oțel pe an de produse finite.

## Personalul
Vârsta medie a angajaților Grupului, în număr de peste 7800, repartizați în cele peste 50 de unități de producție, pe lângă cele administrative și comerciale, este în jur de 30 de ani.
Compania nu a făcut niciodată reduceri de personal și nu a apelat niciodată la fondurile de garantare a salariilor. Din contră, în toți acești ani, a făcut întotdeauna noi angajări.

## Grupul Marcegaglia în prezent
Grupul Marcegaglia este un grup industrial și financiar care își desfășoară activitatea în Italia și în afara Italiei, având 36 de unități de producție și peste 7.800 de angajați în sectorul metalurgic și siderurgic și într-o serie de alte sectoare de producție. Grupul, administrat integral de familia Marcegaglia, are o cifră de afaceri de 7,5 miliarde de euro și a înregistrat în ultimii zece ani o rată de creștere medie de 14%.

## Activitățile din sectorul metalurgic și siderurgic
Grupul Marcegaglia este lider în Europa și se numără printre primii în lume în domeniul prelucrării oțelului, fiind și producător de oțel în același timp. În cele 36 de unități de producție din Italia și din străinătate (Europa, SUA, America de Sud, Asia, Africa), toate dotate cu utilaje de ultimă generație, Grupul prelucrează anual circa 6,5 milioane de tone de oțel și produce în fiecare zi aproximativ 5.500 km de țevi sudate, profile, produse trefilate, panouri, benzi și tablă din oțel inoxidabil, oțel carbon și aluminiu, de orice dimensiune și de orice grosime. Toate aceste produse sunt utilizate în producția de automobile, electrocasnice, schimbătoare de căldură, mobilier, rafturi; în construcții și în infrastructură; în lucrările de tâmplărie; în industria hârtiei, industria alimentară etc.

## Activitățile diversificate
Prin intermediul diverselor societăți pe care le controlează, Grupul Marcegaglia este prezent, de asemenea, într-un număr mare de alte sectoare industriale și neindustriale, precum cel de inginerie, prin proiectarea și realizarea de utilaje și uzine metalurgice; cel de tâmplărie metalică și al sistemelor electronice de comandă; sectorul energetic, prin proiectarea și construcția de centrale pentru producția de energie electrică din biomasă, panouri fotovoltaice,; în cel ecologic, prin furnizarea de servicii de securitate și de mediu atât companiilor, cât și persoanelor fizice; sectorul produselor metalice, prin fabricația de mături, perii și fărașe de uz casnic; prin producția de serpentine și condensatoare pentru industria de electrocasnice; în sectorul agricol și zootehnic, prin gestionarea fermelor agricole și de creștere a animalelor; în sectorul turistic și imobiliar, prin gestionarea de complexe turistice, hoteliere și imobiliare (Forte Village, Pugnochiuso, Albarella și Stintino).

## Diviziile de producție și comerciale
Activitățile din sectorul metalurgic și siderurgic și activitățile diversificate ale Grupului MArcegaglia sunt organizate în șapte divizii de producție și comerciale cu peste 210 reprezentanțe în Italia și în străinătate: Marcegaglia Steel, Marcegaglia Building, Marcegaglia Home Products, Marcegaglia Engineering, Marcegaglia Energy, Marcegaglia Tourism și Marcegaglia Services.

## Familia Marcegaglia
Grupul Marcegaglia s-a dezvoltat, însă rămâne în continuare o afacere de familie, atât în ceea ce privește acționariatul, cât și componența Consiliului de Administrație, format din patru membri: Steno Marcegaglia, soția Palmira, precum și fiul și fiica acestora, Antonio și Emma.

## Acțiuni în justiție
În anul 2008, Marcegaglia Spa a ajuns la o înțelegere pentru plata unei amenzi de 500.000 euro și i s-au confiscat bunuri în valoare de 250.000 euro pentru o mită de 1.158.000 euro plătită în 2003 lui Lorenzo Marzocchi de la EniPower. Societatea pe acțiuni N.e./C.c.t. spa controlată de Marcegaglia a ajuns în urma unei înțelegeri să plătească tot o amendă de 500.000 euro, însă i s-au confiscat bunuri în valoare de 5.250.000 euro.
Pe lângă înțelegerea încheiată de companie, Antonio Marcegaglia a  ajuns la  o înțelegere pentru  efectuarea unei pedepse de 11 luni de închisoare cu suspendare pentru infracțiunea de corupție.